# Mark P. McCahill

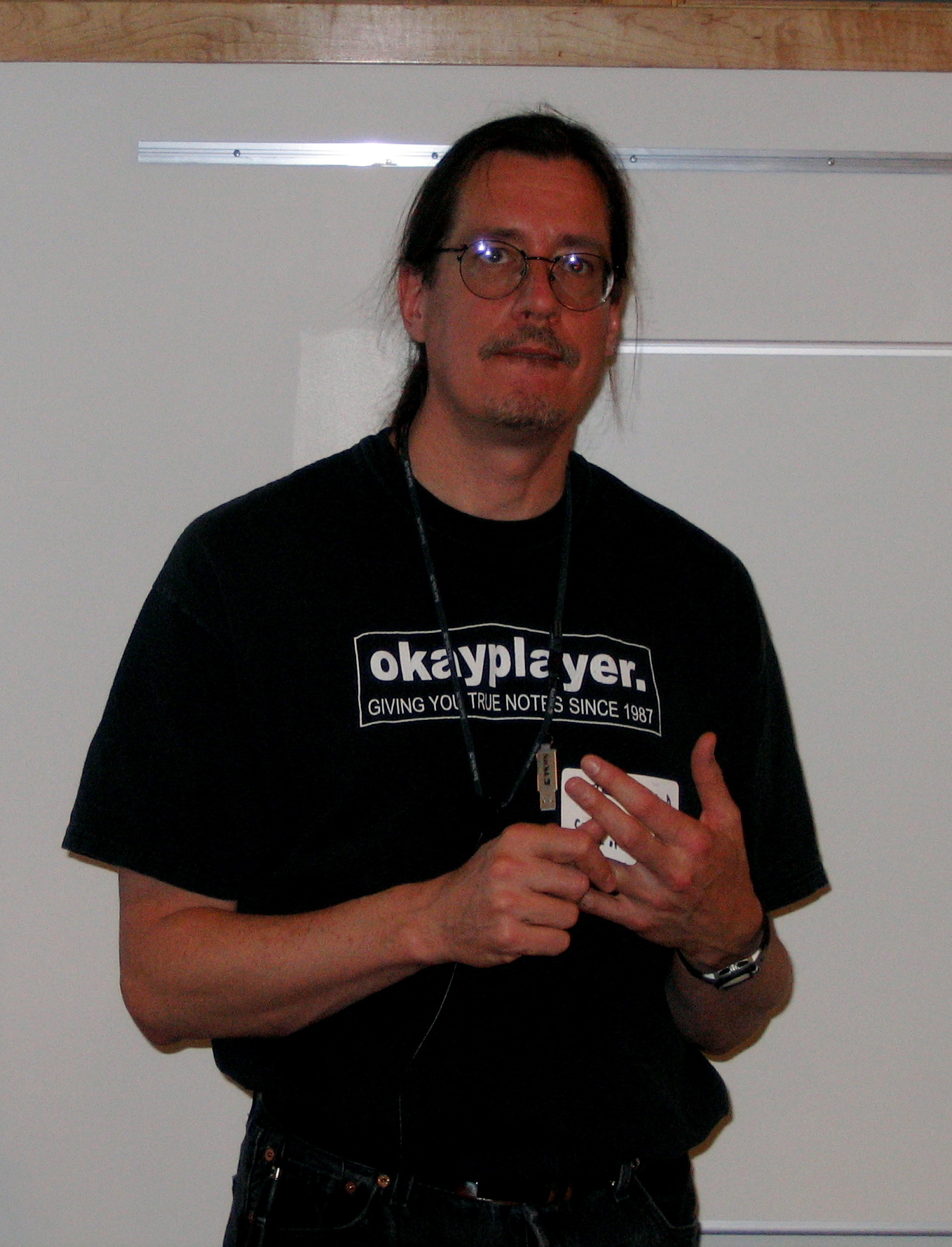
Mark P. McCahill

Mark P. McCahill (* 7. Februar 1956) ist ein US-amerikanischer Informatiker. Er war seit Ende der 1980er Jahre an der Entwicklung und Popularisierung einer Reihe von Internet-Technologien beteiligt.
Mark McCahill erhielt im Jahre 1979 einen BA in Chemie an der Universität von Minnesota und wurde später Apple-II- und CDC-Cyber-Programmierer am Computer Center dieser Universität.
Er gilt als einer der wichtigsten Entwickler des Gopher, von URLs und POP mail.